# Kateřina Lojdová (1961)
Kateřina Lojdová (* 2. března 1961 Praha) je bývalá česká herečka, politička a moderátorka, v 90. letech 20. století poslankyně České národní rady a Poslanecké sněmovny za Občanskou demokratickou alianci.

## Biografie
Narodila se v rodině violoncellisty Rudolfa Lojdy a výtvarnice Ludmily Šoršové. Vystudovala herectví na DAMU a produkci a řízení na FAMU. Po absolutoriu účinkovala krátce v ústeckém divadle.[kterém?]
Po sametové revoluci se zapojila do politiky. Ve volbách v roce 1992 byla zvolena do České národní rady za ODA (volební obvod Severomoravský kraj) Zasedala v zahraničním výboru. Od vzniku samostatné České republiky v lednu 1993 byla ČNR transformována na Poslaneckou sněmovnu Parlamentu České republiky. V ní setrvala do konce funkčního období parlamentu, tedy do voleb v roce 1996.
Ve sněmovních volbách roku 1996 neúspěšně kandidovala za ODA. Podílela se na předvolebních spotech strany. Následně působila jako poradkyně ministra životního prostředí Jiřího Skalického. Od listopadu 1997 navíc fungovala jako faktická tisková mluvčí ODA.
V současnosti[kdy?] je ženou v domácnosti, je vdaná za rozhlasového magnáta Michela Fleischmanna, se kterým má dvojčata Maxe a Kláru.

## Filmografie

### Televize
- 1985 Případ ukradených vědomostí (TV seriál)
- 1988 Chlapci a chlapi (TV seriál)
- 1989 Dědeček je lepší než pes
- 1990 Kdo s koho
- 1991 Tvrz
- 1992 Co teď a co potom? (TV seriál)
- 2001 Nikdo neměl diabetes
- 2008 Zorro meč a růže - Esmeralda

### Film
- 1982 Kouzelné dobrodružství
- 1984 Všechno nebo nic
- 1984 Kariéra
- 1984 Až do konce
- 1986 Veselé Vánoce přejí chobotnice
- 1986 Chobotnice z II. patra
- 1988 Anděl svádí ďábla
- 1989 Slunce, seno a pár facek
- 1989 Poutníci
- 1991 Slunce, seno, erotika
- 1995 Tvůj svět (FAMU)